# 颱風貝絲 (1982年)
颱風貝絲（國際編號：8210）為1982年太平洋颱風季的熱帶氣旋之一。

## 影響
颱風貝絲在日本造成嚴重災害。95人死亡, 174人受傷。

## 名稱除名
颱風的國際名稱「Bess」被除名，由「Brenda」取代之。